# Rindertanzstraße
Die Rindertanzstraße ist eine Straße in Trier im Stadtteil Mitte. Sie verläuft zwischen Christophstraße und Sichelstraße. An ihrem Ende stößt sie auf die Gasse Sieh um Dich. 
An der Straße befindet sich der Mergener Hof, ein ehemaliger Klosterhof, der als Jugendzentrum genutzt wird. Markant ist in der Straße besonders der Torbogen der Anlage.  Neben dem Mergener Hof gibt es noch vier weitere Kulturdenkmäler in der Straße.
Die Straße ist nach dem Namen eines Hauses benannt, das hier 1283 urkundlich erwähnt wird. Für den Wortbestandteil „Tanz“ gibt es zwei Begriffserklärungen:
- Das Wort bezieht sich auf Begattungs- oder sonstige Spiele der Tiere auf der Weide. So gibt es vielerorts auch Flurbezeichnungen wie „Sautanz“ oder „Kälbertanz“.
- Das Wort leitet sich vom althochdeutschen dantz für dickmachen ab, wie es heute noch im Wort gedunsen fortbesteht.

Es besteht die Möglichkeit, dass es in dieser Straße den Hof eines Viehhalters gab, nach dem später das Haus „Rindertanz“ genannt wurde.